# Hakkı Başar
Hakkı Başar (* 24. September 1969 in Sakarya) ist ein ehemaliger türkischer Ringer.

## Werdegang
Başar wuchs in Istanbul auf und begann erst im Alter von 17 Jahren im Jahre 1986 mit dem Ringen. Er trat dem Istanbuler Ringerclub „Ithisas Spor“ bei. Trainiert wurde er damals von Ata Karatas. Hakkı rang ausschließlich im griechisch-römischen Stil. Später wechselte er zum Club „Böyökzehir Belediye“ Istanbul, wo ihn der Trainer Ibrahim Yildirim betreute. Bereits mit 18 Jahren begann er seine internationale Laufbahn mit einem Sieg bei den Balkan Spielen 1988 in Rumänien. Er rang damals im Mittelgewicht. Im Jahre 1989 belegte er bei den Junioren-Weltmeisterschaften in Budapest den 7. Platz. Er bestritt dann in den Jahren 1990 und 1991 einige internationale Meisterschaften, konnte sich aber noch nicht im Vorderfeld platzieren. Der türkische Ringerverband hielt ihm aber die Treue und nominierte Hakkı auch für die Olympischen Spiele 1992, weil man erkannt hatte, dass sehr viel Potential in ihm steckte.
Tatsächlich gelang ihm dann bei den Olympischen Spielen 1992 in Barcelona der Durchbruch. Er lieferte im Halbschwergewicht hervorragende Kämpfe, besiegte den Russen Gogi Koguaschwili und unterlag im Kampf um die Goldmedaille nur den Deutschen Maik Bullmann. Die Silbermedaille war der Lohn für seine guten Kämpfe.
Auch bei den Europameisterschaften 1993 in Istanbul besiegte er Koguaschwili, scheiterte diesmal aber an dem schwedischen Überraschungsmann Jörgen Olsson, gewann aber noch die Bronzemedaille im Halbschwergewicht.
Im Jahr 1994 erlitt er einen leistungsmäßigen Rückschlag, als er bei den Europameisterschaften in Athen nur den 13. Platz und bei den Weltmeisterschaften in Tampere gar nur den 15. Platz belegte. Bei den Europameisterschaften 1995 in Besançon startete er im Schwergewicht, konnte sich aber dort nicht durchsetzen und wurde nur Siebter.
Bei der Weltmeisterschaft 1995 gelang ihm dann sein erster großer Sieg. Er wurde Weltmeister im Halbschwergewicht. Sein Hauptkonkurrent Gogi Koguaschwili war schon vor dem Finale ausgeschieden, in dem Hakkı Petru Sudureac aus Rumänien sicher schlug.
Im Jahr 1996 war Hakkı dann wiederum weniger erfolgreich. Nach einem 12. Platz bei den Europameisterschaften erreichte er bei den Olympischen Spielen in Atlanta im Halbschwergewicht aber immerhin noch den 5. Platz.
Das Jahr 1997 brachte eine Gewichtsklassenneueinteilung durch den internationalen Ringerverband FILA. Halbschwergewicht und Schwergewicht, bisher bis 90 kg und 100 kg Körpergewicht, wurden zu einer neuen Gewichtsklasse Halbschwergewicht zusammengelegt, die bis 97 kg Körpergewicht ging. Es trafen sich in dieser Gewichtsklasse nunmehr die ehemaligen Halbschwergewichtler und die ehemaligen Schwergewichtler. Die Konkurrenz in dieser neuen Gewichtsklasse war deshalb sehr groß. Trotzdem gelang Hakkı gleich im Frühjahr 1997 ein großer Erfolg, als er in Kouvola/Finnland, wo allerdings einige der bisherigen Stars der alten Gewichtsklassen fehlten, Europameister wurde. Er besiegte dabei im Finale Anatoli Fedorenko aus Belarus. Im Herbst reichte es bei der Weltmeisterschaft in Breslau, wo erstmals alle Cracks aus den ehemaligen Gewichtsklassen am Start waren, nur zum 10. Platz.
Immerhin gewann er bei den Europameisterschaften 1998 in Minsk noch einmal eine Bronzemedaille. In den folgenden Jahren erreichte er bei internationalen Meisterschaften zwar noch einige gute Platzierungen, er gewann aber keine Medaille mehr. Enttäuschend verlief für ihn der Abschluss seiner Karriere, nämlich die dritte Teilnahme an Olympischen Spielen im Jahr 2000 in Sydney. Er belegte dort nur den 16. Platz.
Nach dem Ende seiner aktiven Laufbahn absolvierte Başar eine Trainerausbildung und ist heute als Trainer für den griech.-römischen Stil im türkischen Ringerverband tätig. Außerdem betreibt er eine Sport- und Fitnessanlage.
Die Ergebnisse der internationalen Meisterschaften und einiger anderer Turniere, an denen Başar teilnahm, sind im nächsten Abschnitt nachzulesen.

## Internationale Erfolge
(OS = Olympische Spiele, WM = Weltmeisterschaft, EM = Europameisterschaft, Mi = Mittelgewicht bis 82 kg Körpergewicht, Hs = Halbschwergewicht, bis zum Jahr 1996 bis 90 kg Körpergewicht, danach bis 97 kg Körpergewicht, S = Schwergewicht, bis 100 kg Körpergewicht, GR = griech.-römischer Stil)
- 1988, 1. Platz, Balkan-Spiele in Rumänien, GR, Mi;
- 1989, 7. Platz, Junioren-WM (Espoirs) in Budapest, GR, Mi, hinter Oleg Balamutow, Sowjetunion, Pavel Frinta, Tschechoslowakei, Jordan Spassow, Bulgarien, Tino Hempel, DDR, Gábor Garamvölgyi, Ungarn und Salvatore Campanella, Italien;
- 1990, 9. Platz, EM in Posen, GR, Mi, Sieger: Thomas Zander, Deutschland vor Sergei Nassewitsch, Sowjetunion, Todor Angelow, Bulgarien und Piotr Stępień, Polen;
- 1990, 9. Platz, WM in Rom, GR, Mi, Sieger: Péter Farkas, Ungarn, vor Michail Mamiaschwili, Sowjetunion, Goran Kasum, Jugoslawien und Timo Niemi, Finnland;
- 1991, 6. Platz, Mittelmeer-Spiele in Athen, GR, Hs, Sieger: Moustapha Hussein, Ägypten, Pajo Isosevic, Jugoslawien und Iordanos Konstantinidis, Griechenland;
- 1991, 13. Platz, WM in Warna, GR, Hs, Sieger: Maik Bullmann, Deutschland vor Reynaldo Peña, Kuba, Harri Koskela, Finnland und Isosevic;
- 1992, 8. Platz, EM in Kopenhagen, GR, Hs, Sieger: Bullmann vor Iwajlo Jordanow, Bulgarien, Tibor Komáromi, Ungarn und Konstantinidis;
- 1992, Silbermedaille, OS in Barcelona, GR,Hs, hinter Bullmann und vor Gogi Koguaschwili, GUS, Mikael Ljungberg, Schweden, Hassan Babak, Iran und Mike Foy, USA;
- 1993, 3. Platz, EM in Istanbul, GR, Hs, hinter Jörgen Olsson, Schweden und Ali Mollow, Bulgarien und vor Sjarhej Lischtwan, Belarus und Isosovic;
- 1994, 13. Platz, EM in Athen, GR, Hs, Sieger: Wjatscheslaw Oleinik, Ukraine vor Sjarhej Kiriltschuk, Belarus, Stig Kleven, Norwegen und Konstantinidis;
- 1994, 15. Platz, WM in Tampere, GR, Hs, Sieger: Koguaschwili vor Wjatscheslaw Oleinik, Bullmann und Marek Kraszewski, Polen;
- 1995, 7. Platz, EM in Besançon, GR, S, hinter Ljungberg, Heorhij Soldadse, Ukraine, Lischtwan, Teimuras Edischeraschwili, Russland, Juram Jedechauri, Georgien und Csaba Rajos, Ungarn;
- 1995, 1. Platz, WM in Prag, GR, Hs, vor Petru Sudureac, Rumänien, Koguaschwili, Peña, Konstantinidis und Koskela;
- 1996, 12. Platz, EM in Budapest, GR, Hs, Sieger: Koguaschwili vor Bullmann und Wjatscheslaw Oleinik;
- 1996, 5. Platz, OS in Atlanta, GR, Hs, hinter Olejnik, Jacek Fafiński, Polen, Bullmann und Aljaksandr Sidarenka, Belarus;
- 1997, 1. Platz, Großer Preis von Ungarn in Budapest, GR, Hs, vor Mollow, Fedorenko und Marek Švec, Tschechien;
- 1997, 1. Platz, Mittelmeer-Spiele in Bari, GR, Hs, vor Giuseppe Giunta, Italien und Konstantinos Thanis, Griechenland;
- 1997, 1. Platz, EM in Kouvola/Finnland, GR, Hs, vor Fedorenko, Kostas Thanos, Petru Sudureac und Mollow;
- 1997, 10. Platz, WM in Breslau, GR, Hs, Sieger: Koguaschwili vor Fedorenko, Andrzej Wroński, Polen, Bullmann, Ljungberg und Olejnik;
- 1997, 2. Platz, World-Cup in Teheran, GR, Hs, hinter Serhij Matwijenko, Ukraine und vor Wjatscheslaw Belmas, Russland;
- 1998, 3. Platz, EM in Minsk, GR,Hs, hinter Lischtwan und Ljungberg und vor Edischeraschwili, Mindaugas Ezerskis, Lettland und Fafinski;
- 1998, 6. Platz, WM in Gävle/Schweden, GR, Hs, Sieger: Koguaschwili vor Marek Švec, Dawid Saldadse, Ukraine, Petru Sudureac und Mollow;
- 1999, 7. Platz, EM in Sofia, GR, Hs, hinter Ljungberg, Mollow, Petru Sudureac, Saldadse, Gennadi Chaidse, Georgien und Béla Káló, Ungarn;
- 1999, 4. Platz, WM in Athen, GR, Hs, hinter Koguaschwili, Wroński und Ljungberg und vor Chaidse und Urs Bürgler, Schweiz;
- 2000, 16. Platz, OS in Sydney, GR, Hs, Sieger: Ljungberg vor Saldadse, Garrett Lowney, USA und Thanos